# Луиза Юлиана фон Пфалц
Луиза Юлиана Вителсбах фон Пфалц (на немски: Luise Juliane Wittelsbach von der Pfalz; * 16 юли 1594, Хайделберг; † 28 април 1640, Майзенхайм) от род Вителсбахи, е принцеса от Пфалц и чрез женитба херцогиня на Пфалц-Цвайбрюкен.

## Живот
Тя е най-възрастната дъщеря на курфюрст Фридрих IV фон Пфалц (1574 – 1610) и съпругата му принцеса Луиза Юлиана фон Орания-Насау (1576 – 1644), дъщеря на принц Вилхелм Орански.
Луиза Юлиана се омъжва на 13 май 1612 г. в Хайделберг за пфалцграф Йохан II фон Пфалц-Цвайбрюкен (1584 – 1635). Тя е втората му съпруга. На 13 юни 1635 г. Йохан II трябва да избяга от имперската войска с фамилията си в Мец и умира там малко след бягството.

## Деца
Луиза Юлиана и Йохан II имат седем деца:
- Елизабет Луиза Юлиана (1613 – 1667), абатиса на Херфорд
- Катарина Шарлота (1615 – 1651)

∞ 1631 херцог и пфалцграф Волфганг Вилхелм фон Нойбург (1578 – 1653)
- Фридрих (1616 – 1661), херцог и пфалцграф на Цвайбрюкен

∞ 1640 за графиня Анна Юлиана фон Насау-Саарбрюкен (1617 – 1667)
- Анна Сибила (1617 – 1641)
- Йохан Лудвиг (1619 – 1647)
- Юлиана Магдалена (1621 – 1672)

∞ 1645 za пфалцграф Фридрих Лудвиг фон Пфалц-Цвайбрюкен-Ландсберг (1619 – 1681)
- Мария Амалия (1622 – 1641)